# Mycosphaerella elodis
Mycosphaerella elodis är en svampart som först beskrevs av A.L. Sm. & Ramsb., och fick sitt nu gällande namn av Tomilin 1970. Mycosphaerella elodis ingår i släktet Mycosphaerella och familjen Mycosphaerellaceae.   Inga underarter finns listade i Catalogue of Life.